# Ekarma
Ekarma (ros. Экарма, jap. 越渇磨島; Ekaruma-tō) –  niezamieszkana wyspa wulkaniczna znajdująca się w pobliżu centrum archipelagu Kuryli na Morzu Ochockim. Najwyższym wzniesienie na wyspie ma 1170 m n.p.m. Po II wojnie światowej wyspa znalazła się pod kontrolą ZSRR, a obecnie należy do obwodu sachalińskiego w Federacji Rosyjskiej. Na wyspie nie ma źródeł świeżej wody poza opadami deszczu. Ostatnia erupcja znajdującego się na wyspie wulkanu nastąpiła w maju 1980 roku. 